# Ульянов, Виктор Семёнович
Ульянов Виктор Семёнович (род. 1964) - советский и российский тромбонист, музыкальный педагог, вокалист (контратенор), поэт, писатель и публицист. Заслуженный артист Российской Федерации. Кандидат искусствоведения.

## Биография
Ульянов Виктор Семёнович родился 18 июля 1964 года в Ленинграде. 

В 1979 году закончил музыкальную школу-интернат №38 по классу тромбона солиста оркестра, концертмейстера группы тромбонов театра оперы и балета им.С.М.Кирова  И.М.Поляцкина. 

В 1982 году закончил Специальную музыкальную школу-десятилетку при Ленинградской консерватории им. Н.А.Римского-Корсакова по классу тромбона преподавателя, солиста Заслуженного коллектива республики Ленинградской филармонии, з.а.России Б.П.Виноградова. 

В 1989 году окончил с отличием Ленинградскую консерваторию им. Н. А. Римского-Корсакова по классу тромбона профессора, солиста Заслуженного коллектива республики Ленинградской филармонии, з.а.России В. Ф. Венгловского. 

С 1987 по 2017 год - солист оркестра, концертмейстер группы медных духовых инструментов Государственного камерного музыкального театра "Санктъ-Петербургъ опера". 

С 1988 года - преподаватель по классу тромбона Санкт-Петербургской Детской музыкальной школы имени А. П. Петрова. 

С 1992 года - преподаватель по классу тромбона Санкт-Петербургского музыкального училища им. М. П. Мусоргского. 

С 2017 года - заведующий отделом духовых и ударных инструментов Санкт-Петербургского музыкального училища им М. П. Мусоргского. 

С 2019 года - преподаватель кафедры медных духовых инструментов Санкт-Петербургской консерватории имени Н. А. Римского-Корсакова. 

С 2000 года - как певец-контратенор выступал с сольными программами в Санкт-Петербурге и в других городах. 

Женат. Имеет дочь. Жена - Гаврилова Елена Борисовна, пианистка, концертмейстер Санкт-Петербургской консерватории им. Н. А. Римского-Корсакова, дипломант всесоюзных, всероссийских и международных конкурсов.

## Награды и достижения
- Кандидат искусствоведения (1999).Защитил диссертацию в Санкт-Петербургской Консерватории им.Н.А.Римского-Корсакова по теме "Тембр тромбона в оркестре М. И. Глинки (полифункциональность и колористика)", (научные руководители: н.а.России, кандидат искусствоведения, профессор В. М. Буяновский и доктор искусствоведения, профессор З. М. Гусейнова)[3].
- Заслуженный артист Российской Федерации (17 марта 2003 года) — за заслуги в области искусства[4]
- Благодарность Законодательного Собрания Санкт-Петербурга (7 июня 2017 года) — за выдающиеся личные заслуги в развитии культуры и искусства в Санкт-Петербурге, высокий профессионализм, многолетний добросовестный труд, а также в связи с 30-летием со дня создания Санкт-Петербургского государственного бюджетного учреждения культуры «Камерный музыкальный театр "Санктъ-Петербургъ Опера»[5]
- Имеет многочисленные грамоты и благодарственные письма, в том числе от Комитета по культуре и Законодательного собрания Санкт-Петербурга[6].
- Награждён нагрудным знаком и премией Правительства Санкт-Петербурга «За гуманизацию школы Санкт-Петербурга» (2022)[7].

## Педагогическая деятельность
За время преподавания воспитал немало ярких музыкантов, лауреатов городских, всероссийских и международных конкурсов. В числе последних- Александр Бодосов, удостоенный в 2016 году в рамках конкурса "Созвездие талантов" высшей молодёжной награды Правительства Санкт-Петербурга "Звезда академика Д.С. Лихачёва" и премии А.П. Петрова,а годом ранее ставший лауреатом премии Правительства Санкт-Петербурга "Юные дарования". С 2019 года Александр Бодосов - стажер ЗКР АСО Санкт-Петербургской филармонии, с 2020 года - артист ЗКР АСО Санкт-Петербургской филармонии, с 2023 года - концертмейстер группы тромбонов ЗКР АСО Санкт-Петербургской филармонии . В 2022 году награждён премией Правительства Санкт-Петербурга «За гуманизацию школы Санкт-Петербурга» в номинации «За вклад в развитие художественного и музыкального образования в Санкт-Петербурге».

## Творчество

### Исполнительская деятельность

#### Тромбон
С начала основания Государственного камерного музыкального театра "Санктъ-Петербургъ Опера" (1987) на протяжении 30 сезонов участвовал в качестве солиста оркестра и концертмейстера группы медных духовых инструментов во всех премьерах театра. Среди них: "Пегий пёс" и "Пятое путешествие Христофора Колумба" А.Смелкова, "Белая роза" У.Циммермана, "Viva la Mamma" Г.Доницетти, "Риголетто" Дж.Верди, "Борис Годунов" М.Мусоргского, "Пиковая дама" П.Чайковского, "Белые ночи" Ю.Буцко, "Туда и обратно" П.Хиндемита, "Опера о том, как поссорились Иван Иванович с Иваном Никифоровичем" Г.Банщикова, "Игроки-42" Д.Шостаковича, "Обручение в монастыре" С.Прокофьева, "Не только любовь" Р.Щедрина, "Тоска" Дж.Пуччини, "Сельская честь" П.Масканьи, "Паяцы" Р.Леонкавалло, "Искатели жемчуга" Ж.Бизе, "Фауст" Ш.Гуно и другие. 
 
Народный артист РФ, художественный руководитель Государственного камерного музыкального театра "Санктъ-Петербургъ Опера" Александров Ю.И.:
Высочайший профессионализм, абсолютная чистота тона, ритмическая стабильность, виртуозная техника, позволяющая в сольных каденциях (зачастую написанных композиторами специально для Ульянова) выразить новые тембровые возможности своего инструмента, в сочетании с тёплым бархатистым звуком, делает его практически незаменимым при исполнении классической и особенно современной оперной музыки.
Как приглашенный артист оркестра участвовал в концертах многих коллективов Санкт-Петербурга.

#### Вокал
На разных площадках Санкт-Петербурга исполнены программы:
- Г.Ф. Гендель. Арии из опер и ораторий (лондонский период)
- Западноевропейская вокальная музыка XVI-XVIII вв.
- Ave Maria. Четыре века (Ave Maria в творчестве композиторов XVII-XX вв.)
- Духовное наследие. Вокальное творчество И.С. Баха (арии из месс, Страстей, кантат, Магнификата)
- Музыкальное приношение (вечер произведений И.С. Баха для контратенора, гобоя и фортепиано)
- проект "Мировые оперные травести", в который вошли:
  - Австрийские и немецкие оперные травести середины XVIII-середины XIX в.
  - Французские оперные травести конца XVIII-начала XX в.
  - Итальянские оперные травести XIX в.
  - Русские оперные травести XIX в.
  - Пажеский корпус (арии пажей из опер западноевропейского репертуара - австрийской, французской и итальянской школ XVIII-XIX вв.)
  - Пасторальная симфония (песни пастухов из западноевропейских и русских опер и драматических спектаклей XIX в.)
  - Неизвестный Доницетти (арии из редко исполняемых опер итальянского маэстро)

Участник проектов с оркестром:
- «Stabat Mater» Дж. Перголези
- «Carmina Burana» К. Орфа (Швейцария, 2002)
- Месса соль минор И.С. Баха
- опера "Дидона и Эней" Г. Пёрселла

### Поэзия
- Сборник стихов "Мне 43 года..". - Спб, 2007
- Сборник стихов "Volti subito". - Спб:Композитор, 2013. - ISBN 978-5-7379-0674-0.

### Проза
- Сборник рассказов "Колокольчики". - Спб:Композитор, 2018. - ISBN 978-5-7379-0936-9.
- Сборник "Охота на снегиря". Стихи и проза. - Спб:Композитор, 2021. - ISBN 978-5-7379-1002-0.
- Сборник "Лунный загар". Повести и рассказы. - Спб:Композитор, 2024. - ISBN 978-5-7379-1060-0.

### Издательская деятельность
- Альбом «Сергей Викулов». - СПб:Композитор, 2012. - ISBN 978-5-7379-0508-8.

Цикл "Мировые оперные травести" (нотные сборники в 6-ти тетрадях), удостоенный Grand Prix на V Международном конкурсе теоретических работ «Волшебный мир искусства» (Москва, ноябрь 2019):
- Нотный сборник "Мировые оперные травести. Пажеский корпус (Австрия, Франция, Италия, Россия. XVIII–XIX вв.) Для голоса и ф-но (+CD)". - СПб.:Композитор, 2015. - ISMN 979-0-3522-0844-5.
- Нотный сборник "Мировые оперные травести. Пасторальная симфония (Германия, Франция, Италия, Россия. XIX в.) Для голоса и ф-но (+CD)". - Спб.:Композитор, 2016. - ISMN 979-0-3522-0974-9.
- Нотный сборник "Мировые оперные травести. Франция (конец XVIII в. — нач. XX в.). Для голоса и ф-но (+CD)". - Спб.:Композитор, 2017. - ISMN 979-0-3522-1097-4.
- Нотный сборник "Мировые оперные травести. Россия (XIX в.). Для голоса и ф-но (+CD)". - Спб.:Композитор, 2018. - ISMN 979-0-3522-1237-4.
- Нотный сборник "Мировые оперные травести. Италия (XIX в.). Для голоса и ф-но (+CD)". - Спб.:Композитор, 2019. - ISMN 979-0-3522-1383-8.
- Нотный сборник "Мировые оперные травести. Австро-Германия (сер. XVIII в. - сер. XIX в.). Для голоса и ф-но (+CD)". - Спб.:Композитор, 2021. - ISMN 979-0-3522-1655-6.